# Вражда: Бетт и Джоан
«Вражда: Бетт и Джоан» (англ. Feud: Bette and Joan) — первый сезон американского телесериала-антологии «Вражда», транслировавшийся с 5 марта по 23 апреля 2017 года на телеканале FX. Всего вышло восемь эпизодов. Сезон сосредоточен на истории вражды двух голливудских актрис, Бетт Дейвис и Джоан Кроуфорд. Роль Дейвис исполнила Сьюзан Сарандон, а Кроуфорд — Джессика Лэнг. Также в сезоне были задействованы такие актёры, как Джуди Дэвис, Джеки Хоффман, Альфред Молина, Стэнли Туччи и Элисон Райт.
Сезон выходил по воскресеньям в 22:00 по EST на канале FX. В среднем сезон посмотрело 1,36 миллион зрителей и он получил положительные отзывы от телевизионных критиков. Бетт и Джоан получил восемнадцать номинаций на 69-й премии «Эмми», но выиграл только в двух («Лучший грим в мини-сериале» и «Лучшие причёски в мини-сериале»).

## В ролях

### Основной состав
- Джессика Лэнг в роли Джоан Кроуфорд
- Сьюзан Сарандон в роли Бетт Дейвис
- Джуди Дэвис в роли светской журналистки Хедды Хоппер
- Джеки Хоффман в роли Мамаситы, домработницы Кроуфорд
- Альфред Молина в роли режиссёра и продюсера Роберта Олдрича
- Стэнли Туччи в роли Джека Л. Уорнера, президента киностудии Warner Bros.
- Элисон Райт в роли ассистентки Олдрича, Полин Джеймисон

### Второстепенные роли
- Кэтрин Зета-Джонс в роли Оливии Де Хэвилленд, актрисы, подруги Дейвис и её коллеги по фильму «Тише, тише, милая Шарлотта»; также по сюжету принимала участие в документальном фильме о Кроуфорд
- Кэти Бэйтс в роли Джоан Блонделл, подруги Дейвис и актрисы; принимала участие в документальном фильме о Кроуфорд
- Кирнан Шипка в роли Б. Д. Хаймен[англ.], дочери Дейвис
- Доминик Бёрджесс[англ.] в роли Виктора Буоно, актёра в фильмах «Что случилось с Бэби Джейн?» и «Тише, тише, милая Шарлотта»
- Рид Даймонд в роли Питера, любовника Кроуфорд
- Джоэл Келли Даутен в роли Адама Фридмена, режиссёра документального фильма о Кроуфорд
- Молли Прайс в роли Харриет Фостер Олдрич, жены Роберта Олдрича
- Кен Лернер[англ.] в роли Марти, агента Кроуфорд

## Эпизоды
| № общий | № в сезоне | Название | Режиссёр             | Автор сценария                       | Дата премьеры  | Произв. код | Зрители в США (млн) |
| ------- | ---------- | --- | -------------------- | ------------------------------------ | -------------- | ----------- | ------------------- |
| 1       | 1          | «Пилот» «Pilot» | Райан Мёрфи          | Джаффе Коэн, Майкл Зам и Райан Мёрфи | 5 марта 2017   | 1WBB01      | 2,26                |
| 2       | 2          | «Другая женщина» «The Other Woman»                                                                                  | Райан Мёрфи          | Джаффе Коэн, Майкл Зам и Тим Майнир  | 12 марта 2017  | 1WBB02      | 1,32                |
| 3       | 3          | «Дорогая мамочка» «Mommie Dearest»                                                                                  | Гвинет Хордер-Пэйтон | Тим Майнир                           | 19 марта 2017  | 1WBB03      | 1,08                |
| 4       | 4          | «Более или менее» «More, or Less»                                                                                   | Лиза Джонсон         | Джина Уэлч и Тим Майнир              | 26 марта 2017  | 1WBB04      | 1,21                |
| 5       | 5          | «И побеждает... (Оскар 1963)» «And the Winner is... (The Oscars of 1963)»                                           | Райан Мёрфи          | Райан Мёрфи                          | 2 апреля 2017  | 1WBB05      | 1,36                |
| 6       | 6          | «Геронтологический триллер» «Hagsploitation»                                                                        | Тим Майнир           | Тим Майнир и Джина Уэлч              | 9 апреля 2017  | 1WBB06      | 1,06                |
| 7       | 7          | «Покинутая!» «Abandoned!»                                                                                           | Хелен Хант           | Джаффе Коэн и Майкл Зам              | 16 апреля 2017 | 1WBB07      | 1,31                |
| 8       | 8          | «Ты хочешь сказать, что всё это время мы могли быть друзьями?» «You Mean All This Time We Could Have Been Friends?» | Гвинет Хордер-Пэйтон | Джина Уэлч                           | 23 апреля 2017 | 1WBB08      | 1,30                |